# Pontorson (commune déléguée)
Pontorson est une ancienne commune française, située dans le département de la Manche en région Normandie.
Le 1er janvier 2016 elle fusionne avec ses voisines Macey et Vessey au sein de la commune nouvelle de Pontorson ; elle prend alors le statut de commune déléguée.
Comme antérieurement la commune déléguée, la commune nouvelle est le chef-lieu d’un canton de vingt-et-une communes et 17 500 habitants, dans l’arrondissement d'Avranches.
La commune déléguée est peuplée de 3 844 habitants.

## Géographie
Pontorson se situe à 9 km du mont Saint-Michel, 22 km d’Avranches et 45 km de Granville.

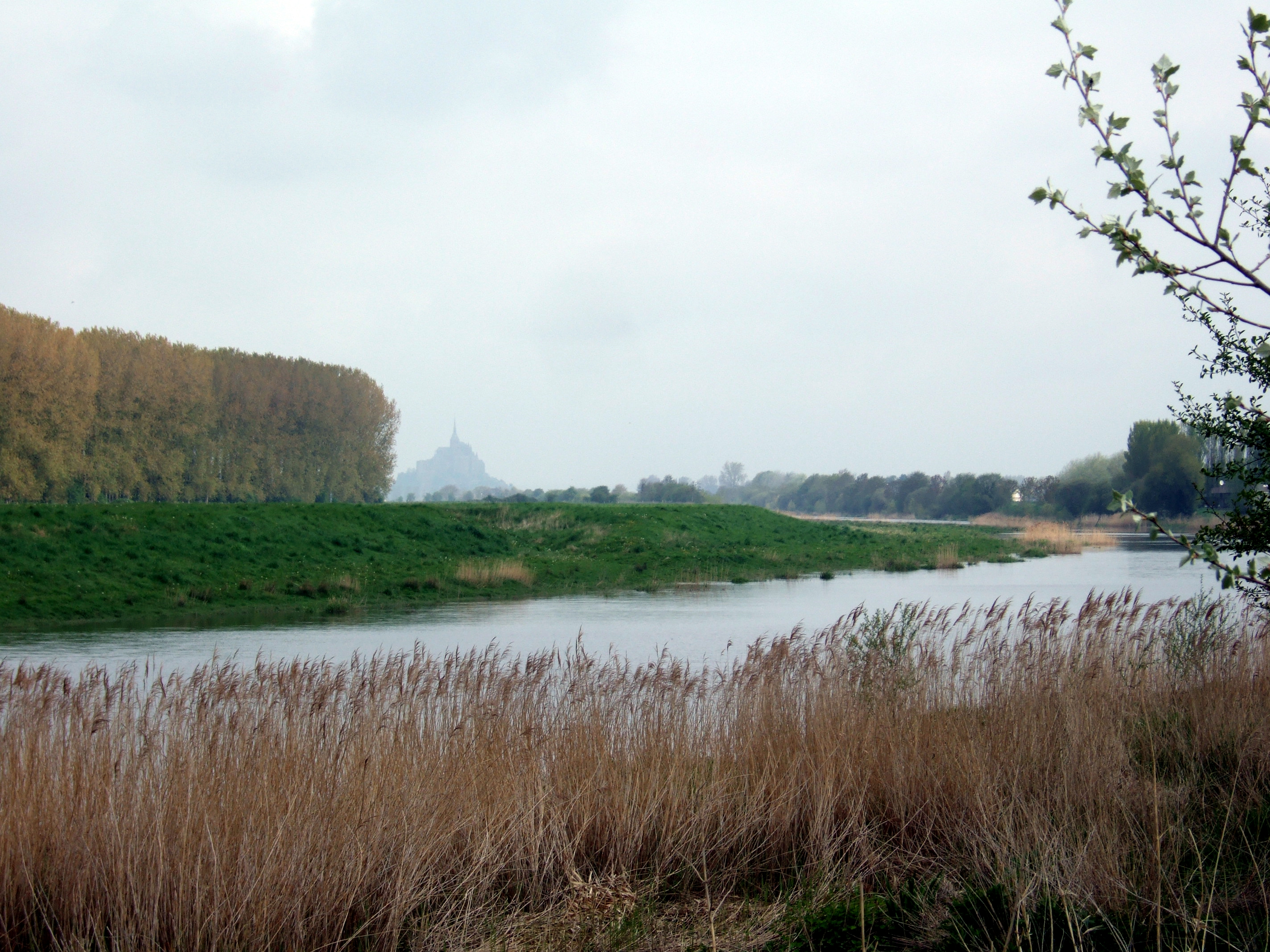
Le Couesnon et la proximité du mont Saint-Michel sont les deux atouts de Pontorson.

Située au milieu de la baie du Mont-Saint-Michel, Pontorson est une ville traversée par le Couesnon (un des trois fleuves de la baie du mont Saint-Michel).
Pontorson est « encadrée » par le Couesnon et plus de 10 km de zone de marais vers le sud et par plus de 4 800 hectares de polders.
Pontorson et son canton profitent d’un climat océanique tempéré et se trouvent protégés par la baie du Mont-Saint-Michel.
| Beauvoir                                                                       | Le Mont-Saint-Michel   | Huisnes-sur-Mer                                           |
| Saint-Georges-de-Gréhaigne (Ille-et-Vilaine) Pleine-Fougères (Ille-et-Vilaine) | Pontorson              | Tanis Servon Vergoncey La Croix-Avranchin Villiers-le-Pré |
| Sougeal (Ille-et-Vilaine)                                                      | Aucey-la-Plaine, Sacey | Argouges Montanel                                         |

## Toponymie
Le nom de la localité est attesté sous la forme Pontem Urso en 1170 et 1180.
Urso serait un anthroponyme germanique.
Le gentilé est Pontorsonnais.

## Histoire

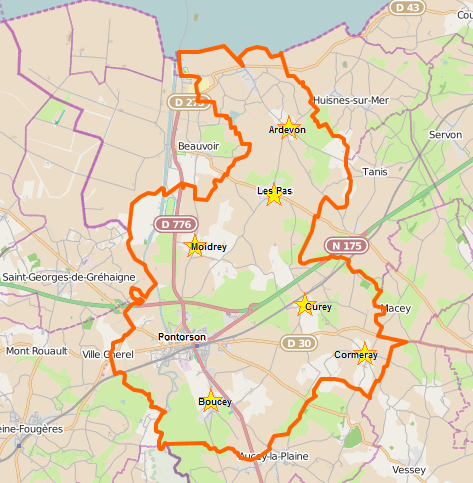
Pontorson et ses communes associées.

À l'origine ce lieu est situé sur le territoire de la confédération armoricaine.
Sous l'Empire romain, les armées de bretons insulaires viennent renforcer les défenses du continent, notamment en Armorique.
Vers l'an 400, les côtes de l'Avranchin, comme ce territoire breton vécurent au rythme des percées saxonnes. Remontant le long du fleuve Couesnon, les envahisseurs laissèrent dans la toponymie des traces de leurs passages (Thumb, Thumb-lein). Puis les Francs, à leur tour, vinrent coloniser sporadiquement cette région repoussé par les armées bretonnes. L'un d'eux Drogon, installa entre Caugé et Les Pas un mesnil : Mesnil Drogon, (Mesnil-Drey qui devint Moidrey). À cette époque, le premier évêque d'Avranches, saint Léonce, dans le souci de supplanter les croyances païennes, fit bâtir deux églises à Caugé et aux Pas. Quelques années plus tard, trois moines s'installent à Sacey et entament la christianisation de la région. Bâtissant rapidement une église dans les bois (bosc), ils la dédient à saint Pierre. Elle deviendra Saint-Pierre de Boucey. Après le concile d'Orléans (541), les églises de Caugé, Boucey, Les Pas et Moidrey s'organisent en paroisses, un prêtre s'installe dans chacune d'elles.
En 708, saint Michel étant apparu à Aubert, évêque d'Avranches, un sanctuaire est construit tout près sur le mont Tombe (futur mont Saint-Michel). Nouveau bouleversement en 789 pour les communautés qui bordent le Couesnon. Les Normands, refoulés de Paris, se ruent sur le Cotentin, pillent Saint-Lô, tuent l'évêque de Coutances et avancent vers le sud.
Par les traités de 863 et 867, le royaume de Bretagne récupère des territoires armoricains du Cotentin et de l'Avranchin.
L'an 911 voit la signature entre Rollon, chef Viking et le roi Charles le simple, du traité de Saint-Clair-sur-Epte. Les hommes du nord se voient attribuer les terres correspondant à la Haute-Normandie seulement.
À force de conquêtes vers le sud et l'ouest, les normands attaquent le Cotentin et l'Avranchin, pour les prendre aux Vikings de Bretagne, basés à Nantes et commandés par Incon (933). En 937, Alain Barbetorte débarquant de l'île de Bretagne anéanti définitivement les Vikings de Bretagne lors des batailles de Saint-Brieuc, Dol-de-Bretagne, Nantes et finalement de Trans.
Pontorson doit son origine au fait que l'envahissement de la mer, rend peu pratique le chemin du gué de l'épine (sous Avranches) au lieu-dit le Pavé (en passant par Les Pas). De ce lieu-dit, le chemin se divise à l'est pour le chemin de Regnes et à l'ouest pour le chemin Dolais. Ce dernier traversait la baie, au « pas au bœuf », actuellement situé dans les polders.
Depuis la fin de l'époque armoricaine, le pays de Pontorson fait partie intégrante du territoire breton. Cette portion de Bretagne est occupée pendant la régence d'Havoise de Normandie, veuve du duc de Bretagne et sœur de Richard II de Normandie. À la suite de l'agression du roi viking « Olaf » sur Dol-de-Bretagne en 1014, le duc normand Richard II repousse de son propre chef et avec l'aval de sa sœur, vers 1027-1030, la frontière avec la Bretagne de la Sélune au Couesnon.
Robert le Magnifique, fils de Richard II, demande en 1030 au capitaine normand Orson de bâtir un pont pour franchir le Couesnon et permettre à ses troupes d'aller et venir plus aisément vers la Bretagne. Le fortin construit à cette époque est devenue la ville de Pontorson. Le duc Robert, pour garantir cette frontière, construisit une ligne de défense sur le Couesnon avec les forteresses de Charruel en Sacey, Pontorson et Montaigu-en-Argouges.
Eon de Penthièvre, prince de Bretagne, effectuera de nombreux raids pour récupérer les terres occupées. Mais la Bretagne trop divisée, n'aura pas les moyens de recouvrir ses territoires. Elle parviendra à chasser Guillaume le Bastard qui tentait la conquête de la Bretagne, mais pas plus. La conquête de l'Angleterre par les armées flamande, bretonne et normande fera oublier les territoires de la discorde, particulièrement celui entre Couesnon et Sélune.
La cité de Pontorson fut fondée au XIIe siècle sur un vœu de Guillaume le Conquérant. Par sa position stratégique aux portes de la Bretagne, la forteresse de Pontorson joua un rôle important au cours du Moyen Âge et des guerres de Religion. Plusieurs capitaines de Pontorson figurent en bonne place dans l'histoire de France : Robert de Torigni abbé du Mont-Saint-Michel fait gouverneur au XIIe siècle du château de Pontorson par Henri II Plantagenêt, Arnoul d'Audrehem, le breton Bertrand du Guesclin (nommé en 1357 par le duc d'Orléans) et Gabriel de Montgomery.
Le roi Henri III au début de mai 1230 débarque à Saint-Malo. Son frère Richard de Cornouailles resté sur place avec une troupe n'envahit pas le Cotentin mai brûle la place de Pontorson. En 1361, Du Guesclin devient commandant du château de Pontorson, et repoussa à plusieurs reprises les Anglais qui ravageaient la région.
En 1427, John Talbot prend la place aux Français.
Gabriel II de Montgommery (v. 1560-1635), fils de Gabriel Ier de Montgommery figure du protestantisme, fera de Pontorson une place forte. Après les guerres de Religion la forteresse sera démantelé sur ordre de Louis XIII en 1623. Quelques vestiges subsistent de cette époque comme l'église Notre-Dame, l'hôtel Guischard de la Ménardière ou l'ancien hôtel-Dieu Saint-Antoine-de-la-Charité.
Le 18 novembre 1793, la commune est le lieu de la bataille de Pontorson, au cours de la Virée de Galerne, lors de la guerre de Vendée. Le bourg est également pris par les chouans le 18 septembre 1799.
En 1973, la commune a fusionné avec Ardevon, Beauvoir, Boucey, Cormeray, Curey, Moidrey et Les Pas, qui ont gardé le statut de communes associées. Beauvoir a repris son indépendance en 1989.
Le 1er janvier 2016, Pontorson intègre avec deux autres communes la commune de Pontorson — reprenant le nom de sa commune chef-lieu — créée sous le régime juridique des communes nouvelles instauré par la loi no 2010-1563 du 16 décembre 2010 de réforme des collectivités territoriales. Les communes de Macey, Pontorson et Vessey deviennent des communes déléguées et Pontorson est le chef-lieu de la commune nouvelle.

## Politique et administration

### Liste des maires

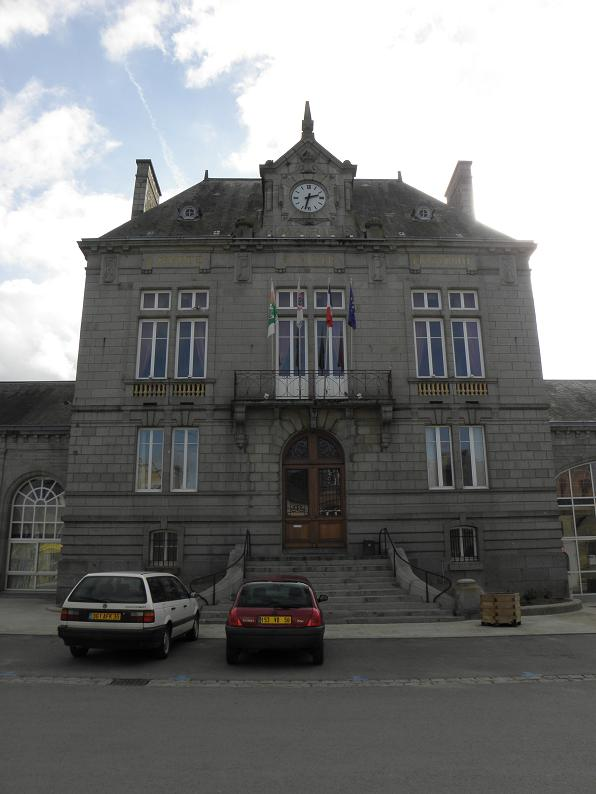
L'hôtel de ville de Pontorson.

| Période       | Période                  | Identité                  | Étiquette   | Qualité                                                                                                |
| ------------- | ------------------------ | ------------------------- | ----------- | --- |
| 1790          | 1795                     | Claude Hédouin            |             | Receveur des aides                                                                                     |
| 1796          | 1797                     | Louis Burdelot            |             | Avocat                                                                                                 |
| 1797          | 1800                     | Gabriel Hédou             |             | |
| 1800          | 1807                     | Claude Hédouin            |             | Receveur des aides                                                                                     |
| 1807          | 1817                     | Louis Léonard Burdelot    |             | |
| 1817          | 1830                     | Adolphe-Claude Hédouin    |             | Médecin                                                                                                |
| 1830          | octobre 1841 (décès)     | Louis-Julien-Marie Tanguy |             | Retraité de la Marine                                                                                  |
| 1841          | juin 1843 (décès)        | Louis Vaicle              |             | |
| 1843          | 1857                     | François Le Templier      |             | |
| 1857          | 1870                     | Félix Loyer               |             | Notaire Conseiller général de Pontorson (1849 → 1884)                                                  |
| 1871          | 1872                     | Charles Bellet            |             | |
| 1873          | avril 1875 (décès)       | Aimé Morel                |             | Propriétaire                                                                                           |
| 1875          | 1879                     | Émile Lefèvre             |             | |
| 1879          | 1881                     | Louis Perrin              |             | |
| 1881          | juin 1882 (décès)        | Louis Guichard            |             | Propriétaire                                                                                           |
| juillet 1882  | août 1882                | Félix Loyer               |             | |
| août 1882     | novembre 1882            | Louis Guichard            |             | |
| novembre 1882 | décembre 1882            | M. Roulteaux              |             | |
| décembre 1882 | janvier 1884             | Jean Cheftel              |             | |
| janvier 1884  | mai 1884                 | Henri Marie               |             | |
| mai 1884      | 1885                     | Jean Cheftel              |             | |
| 1885          | 1888                     | Pierre Blanchetière       |             | Marchand de vins                                                                                       |
| 1888          | 1891                     | Jean Cheftel              |             | |
| 1891          | 1897                     | Louis Morel               |             | |
| 1897          | mai 1900                 | Joseph Haugomat           |             | |
| mai 1900      | octobre 1926 (démission) | Louis-Pierre Bailleul     | Républicain | Docteur en médecine Conseiller général de Pontorson (1902 → 1928)                                      |
| octobre 1926  | novembre 1926            |                           |             | Délégation spéciale présidée par M. Chevallereau, agent voyer                                          |
| novembre 1926 | 1er juillet 1970 (décès) | Yves Tizon                | Ind.        | Médecin Conseiller général de Pontorson (1928 → 1940 et 1945 → 1967) Vice-président du conseil général |
| août 1970     | mars 1971                | Fernand Guesdon           | DVD         | Retraité, maire honoraire                                                                              |
| mars 1971     | mars 1977                | Michel Judas              | DVD         | Vétérinaire Premier maire du Grand Pontorson                                                           |
| mars 1977     | mars 1983                | Louis Bois                | DVD         | Instituteur retraité Premier adjoint au maire (1971 → 1977)                                            |
| mars 1983     | mars 1989                | Michel Judas              | DVD         | Vétérinaire Conseiller général de Pontorson (1985 → 1992)                                              |
| mars 1989     | 23 juin 1995             | Claude Ménard             | PCF         | Professeur de collège                                                                                  |
| 23 juin 1995  | 18 mars 2001             | Joël Lerognon             | DVD         | Dirigeant de sociétés                                                                                  |
| 18 mars 2001  | 4 avril 2014             | Patrick Larivière         | DVG-PS      | Préparateur en pharmacie Conseiller général de Pontorson (1998 → 2011)                                 |
| 4 avril 2014  | 31 décembre 2015         | André Denot               | DVD         | Cadre retraité                                                                                         |

| Période          | Période         | Identité           | Étiquette | Qualité        |
| ---------------- | --------------- | ------------------ | --------- | -------------- |
| 1er janvier 2016 | 13 janvier 2016 | André Denot        | DVD       | Cadre retraité |
| 14 janvier 2016  | 25 mai 2020     | André-Jean Belloir | DVD       | Cadre retraité |
| 25 mai 2020      | En cours        | Vincent Bichon     |           | Agriculteur    |

## Population et société

### Démographie
L'évolution du nombre d'habitants est connue à travers les recensements de la population effectués dans la commune depuis 1793. À partir du 1er janvier 2009, les populations légales des communes sont publiées annuellement dans le cadre d'un recensement qui repose désormais sur une collecte d'information annuelle, concernant successivement tous les territoires communaux au cours d'une période de cinq ans. 
Pour les communes de moins de 10 000 habitants, une enquête de recensement portant sur toute la population est réalisée tous les cinq ans, les populations légales des années intermédiaires étant quant à elles estimées par interpolation ou extrapolation. Pour la commune, le premier recensement exhaustif entrant dans le cadre du nouveau dispositif a été réalisé en 2004,.
En 2021, la commune comptait 3 844 habitants, en évolution de +0,21 % par rapport à 2015 (Manche : +0,44 %, France hors Mayotte : +2,49 %).
| 1793  | 1800  | 1806  | 1821  | 1831  | 1836  | 1841  | 1846  | 1851  |
| ----- | ----- | ----- | ----- | ----- | ----- | ----- | ----- | ----- |
| 1 254 | 1 321 | 1 459 | 1 456 | 1 661 | 1 796 | 1 924 | 1 996 | 2 014 |

| 1856  | 1861  | 1866  | 1872  | 1876  | 1881  | 1886  | 1891  | 1896  |
| ----- | ----- | ----- | ----- | ----- | ----- | ----- | ----- | ----- |
| 2 164 | 2 245 | 2 308 | 2 234 | 2 383 | 2 563 | 2 483 | 2 339 | 2 455 |

| 1901  | 1906  | 1911  | 1921  | 1926  | 1931  | 1936  | 1946  | 1954  |
| ----- | ----- | ----- | ----- | ----- | ----- | ----- | ----- | ----- |
| 2 585 | 2 728 | 3 022 | 2 849 | 2 958 | 3 021 | 3 030 | 3 458 | 3 222 |

| 1962  | 1968  | 1975  | 1982  | 1990  | 1999  | 2004  | 2009  | 2014  |
| ----- | ----- | ----- | ----- | ----- | ----- | ----- | ----- | ----- |
| 3 427 | 3 538 | 5 497 | 5 366 | 4 376 | 4 107 | 4 135 | 4 080 | 3 857 |

| 2018  | - | - | - | - | - | - | - | - |
| ----- | - | - | - | - | - | - | - | - |
| 3 837 | - | - | - | - | - | - | - | - |

### Activités et manifestations
- Le 1er week-end de mars : depuis plus de vingt ans, très important rassemblement de voitures anciennes, bourse d'échanges de pièces détachées, miniatures, livres, etc.
- Le 3e week-end de septembre : depuis plus de dix ans, le salon du Livre ancien - Exposition sur l’histoire de Pontorson à travers les archives communales.
- Fête centenaire de la Saint-Michel, le dernier week-end de septembre.

## Économie et tourisme

### Industries hier et aujourd'hui
- Usine de Chaussures Bry et Helleux
- Usine de vêtements Ariés
- Usine de vêtements
- Briques et Bois
- Manoir aux Abeilles
- Agrial

### Tourisme
Pontorson est dénommé « commune touristique » depuis octobre 2009.

## Culture locale et patrimoine

### Lieux et monuments
- Église Notre-Dame des XIe et XIIe siècles classée au titre des monuments historiques[23]. L'édifice en granit, vœu de Guillaume le Conquérant, fut bâtie par les mêmes artisans qui édifièrent le Mont-Saint-Michel. Romane et de transition gothique des XIIe et XVe siècles, elle s’impose dans son environnement par son aspect massif et son porche flanqué de deux tourelles romanes aux sculptures variées. Elle abrite huit œuvres classées au titre objet aux monuments historiques[24] dont le maître-autel du XVIIe[6].
- Hôtel Guischard de la Ménardière (dit Maison romane) des XIe au XIIe siècle inscrit aux monuments historiques. La demeure fut probablement édifiée au XIIe siècle. Modifiée aux XIVe, XVe et XVIIIe siècles, elle gardera son aspect d’une grande maison sur laquelle, il est possible de lire l’inscription de la famille Guischard (1719). Décorée en façade de six arcades, elle est depuis 1851 divisée en deux maisons[6].
- Hôtel des Montgomery (aujourd'hui hôtel-restaurant) au no 13 rue Couesnon. Cet hôtel particulier construit en 1526[6] était autrefois la demeure des comtes de Montgomery, dont le plus illustre, Gabriel Ier (1530-1574) blessa mortellement Henri II lors d'un tournoi. Les parquets, plafonds peints Renaissance, les boiseries et le grand escalier sont autant d'ouvrages datant de cette époque.
- Ancienne grange à dîme convertie en 1590 en temple protestant par Gabriel II de Montgommery. C'est le seul édifice protestant de la Manche antérieur à la révocation de l'Édit de Nantes[6], inscrit au titre des monuments historiques[25].
- Ancienne gare de Pontorson. Elle illustre la vie importante du train, et l'ancienne ligne allant de Vitré à Moidrey puis au Mont-Saint-Michel. La ligne passant à Pontorson fut ouverte en 1873.
- Villa Bailleul et son réservoir d'eau en style Rocaille (inscrite au titre des monuments historiques[26]).
- Château de la Bastille des XVIIe – XVIIIe siècles, ancienne résidence de la famille de Lanoë de La Bastille.
- Moulin de Moidrey, datant de 1806, et entièrement restauré dans les années 2000, qui produit aujourd'hui sa farine.

Pour mémoire
- L'ancien château ducal, puis royal de Pontorson[27].

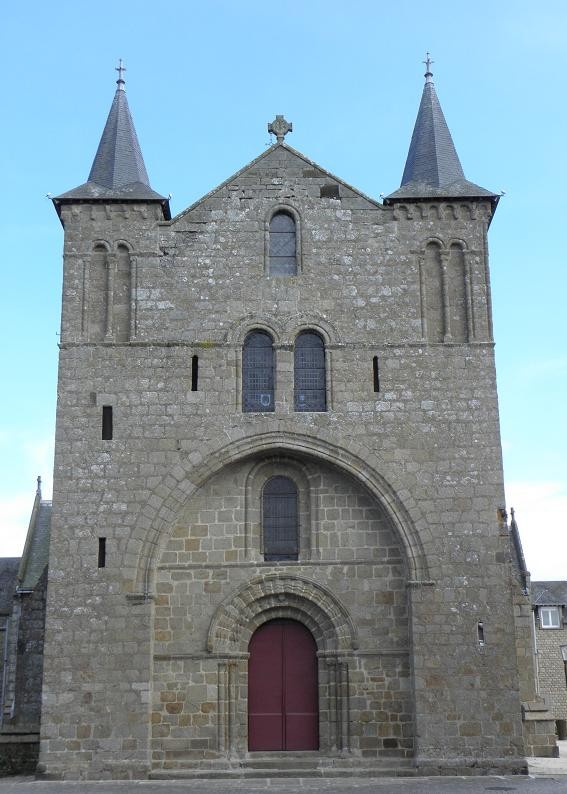
La façade occidentale de l'église Notre-Dame.
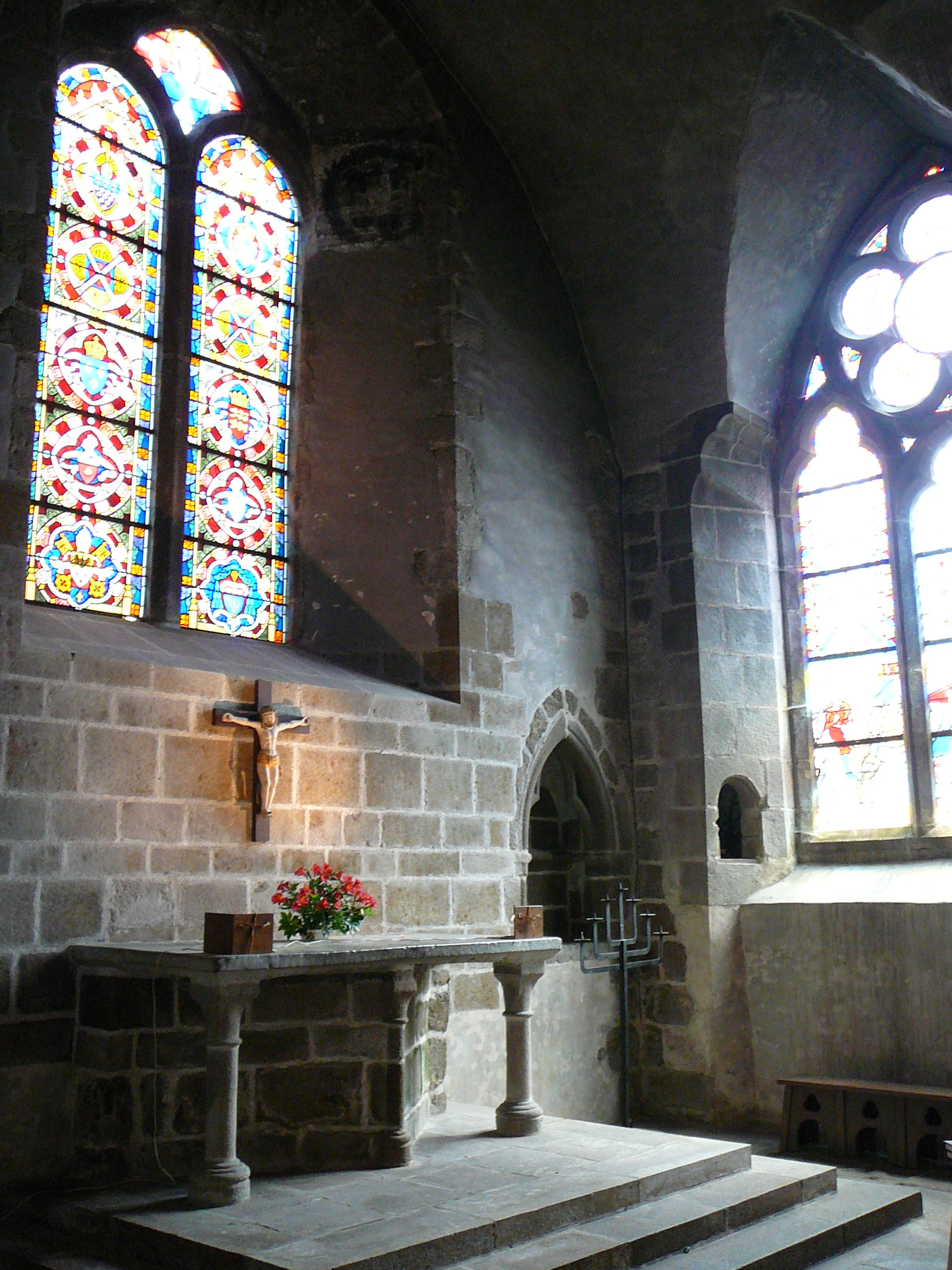
Le chœur de l'église Notre-Dame.
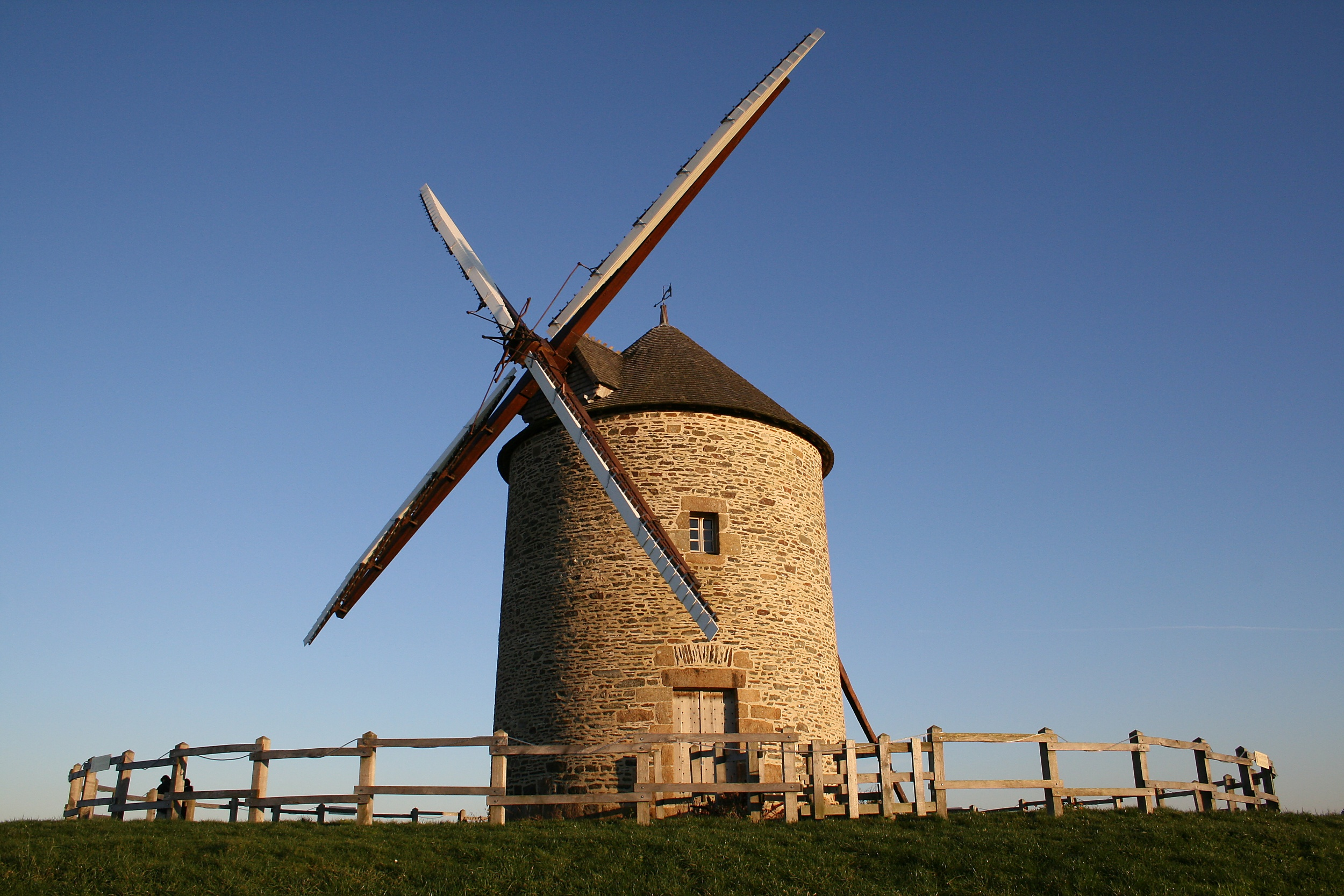
Le moulin de Moidrey.

### Personnalités liées à la commune
- Bertrand du Guesclin, fut capitaine de Pontorson et du Mont-Saint-Michel.
- Gabriel de Lorges, comte de Montgomery tua accidentellement, lors d’un tournoi, Henri II de France. Il s’enfuit à Jersey où il se convertit au protestantisme et devient une grande figure de la Réforme en Basse-Normandie.
- Victor Louis Cuguen (1889-1969), peintre né à Pontorson (rue Hervé). Membre de l'académie du Var, il exposa dans de nombreuses galeries de la région de Toulon, en Normandie et en Bretagne.
- Émile Lemarié des Landelles, peintre du XIXe siècle, né à Pontorson, élève de Gérome et de Pelouse, on le retrouve dans la région de Pont-Aven et de Concarneau de 1875 à 1878. Il s'éteindra en 1903 à Saint-Jean-le-Thomas.
- Léon Teisserenc de Bort (1855-1913), dirigea de 1879 à 1892 le Service de météorologie puis développa ses recherches sur la haute atmosphère. Il découvrit en 1898 la stratosphère après avoir lancé 236 ballons sondes à des altitudes allant de 8 à 12 km.
- Marcel Proust cite Pontorson dans le premier tome de À la recherche du temps perdu, Du côté de chez Swann, dans la troisième partie Noms de pays : le nom, « Questembert, Pontorson, risibles et naïfs, plumes blanches et becs jaunes éparpillés sur la route de ces lieux fluviatiles et poétiques ».

### Héraldique
| Armes de Pontorson | Les armes de la commune de Pontorson se blasonnent ainsi : de gueules au pont de trois arches d'argent sur une rivière du même, sommé de deux cygnes adossés aussi d'argent, surmonté d'un écusson d'azur semé de fleurs de lys d'or brisé d'un lambel d'argent. . |

## Pour approfondir